# ミャウンミャ橋崩落事故
ミャウンミャ橋崩落事故は、ミャンマーエーヤワディ地方域ミャウンミャ県の吊り橋で発生した事故。

## 概要
1996年に供用開始された片側1車線の道路橋。中国企業が設計し、ミャンマー建設省公共事業局が中国企業の助言を受けて建設した。

## 事故状況
2018年4月1日午前1時45分ごろ、橋梁の主ケーブルが南側アンカレイジ定着部にて腐食し破断。吊っていた桁は直下の川に落ち、重量18tトラック1台が通行中に巻き込まれ、2人が死亡した。当時、通行車両に25tの重量制限を課した上で、1車線のみの使用規制を掛けていた。